# Johann Hecker (Astronom)
Johann(es) Hecker (* 22. Mai 1625 in Danzig; † 27. August 1675 ebenda) war ein deutscher Astronom.

## Leben
Hecker besuchte ab 1642 das Altstädtische Gymnasium in Altstadt (Königsberg). Er studierte an einigen europäischen Universitäten und lernte René Descartes kennen. Nach Danzig zurückgekehrt, arbeitete er wissenschaftlich mit seinem Vetter Johannes Hevelius zusammen. Er wurde 1651 Ratsherr der Altstadt Danzig und war von 1654 bis 1664 Senior des Schöffenkollegiums. Bedeutsam für die Astronomie war 1672 Heckers Aufruf an die Astronomen der damaligen wissenschaftlichen Welt, das Vorüberziehen von Merkur (Planet) vor der Sonnenscheibe am 6. Mai 1674 zu beobachten. Dieses Ereignis hatte er selbst berechnet. Er bat um Überprüfung der Berechnungen auf Grund der Keplerschen Tabellen und der Heliozentrik sowie um Übermittlung der einzelnen Beobachtungen. Es war ein Anfang weitgespannter Zusammenarbeit von Wissenschaftlern. Gemäß ebendiesen Tabellen von Tycho Brahe und Johannes Kepler bearbeitete er die Ephemeriden für die Jahre 1666–1680 (4 Auflagen). Darin bekämpfte er die Astrologie. Indem er für die Umrechnungen der Beobachtungen ein Verzeichnis der geographischen Koordinaten angab, legte er sie für 206 Städte fest.